# Alliance College
Alliance College – nieistniejąca już uczelnia w Cambridge Springs w Pensylwanii, oferująca specjalny program w języku polskim i innych językach słowiańskich. Była pierwotnie akademią na poziomie szkoły średniej. W latach 20. XX wieku otrzymała tytuł junior college. Od 1948 roku aż do zamknięcia w 1987, uczelnia była akredytowaną czteroletnią instytucją edukacyjną. Liczba uczniów osiągnęła szczyt w 1968 roku, kiedy to szkołę ukończyło 628 studentów, ale zazwyczaj była znacznie niższa.

## Historia
Szkoła została założona w 1912 roku przez Związek Narodowy Polski (PNA), aby zapewnić Amerykanom polskiego pochodzenia poznanie kraju macierzystego, jego kultury, historii i języka. Początkowo nazwa brzmiała Polish National Alliance College. Zajęcia odbywały się zwykle w języku angielskim. Uczelnia prowadziła również programy wymiany z Uniwersytetem Jagiellońskim w Krakowie.
Biblioteka uczelni posiadała największą polską kolekcję (35 000 katalogowanych i 15 000 wolnych tomów) w Ameryce Północnej. Kolekcja ta została w 1991 roku przekazana przez PNA Uniwersytetowi Pittsburskiemu.
Uczelnia była znana również z zespołu tańca ludowego „Kujawiaki” oraz drużyn sportowych występujących w rozgrywkach uniwersyteckich pod nazwą „Eagles”.
Po zamknięciu uczelni kampus został sprzedany w 1990 roku stanowi Pensylwania, który w 1992 roku otworzył tam SCI Cambridge Springs, więzienie dla kobiet o minimalnym stopniu zabezpieczenia.